# Sexau
Sexau település Németországban, azon belül Baden-Württembergben. Lakosainak száma 3653 fő (2023. december 31.).

## Népesség
A település népessége az elmúlt években az alábbi módon változott:
| Lakosok száma | 2272 | 3362 | 3353 | 3528 | 3612 | 3653 |
|               | 1975 | 2017 | 2019 | 2021 | 2022 | 2023 |